# Robinson (cràter)

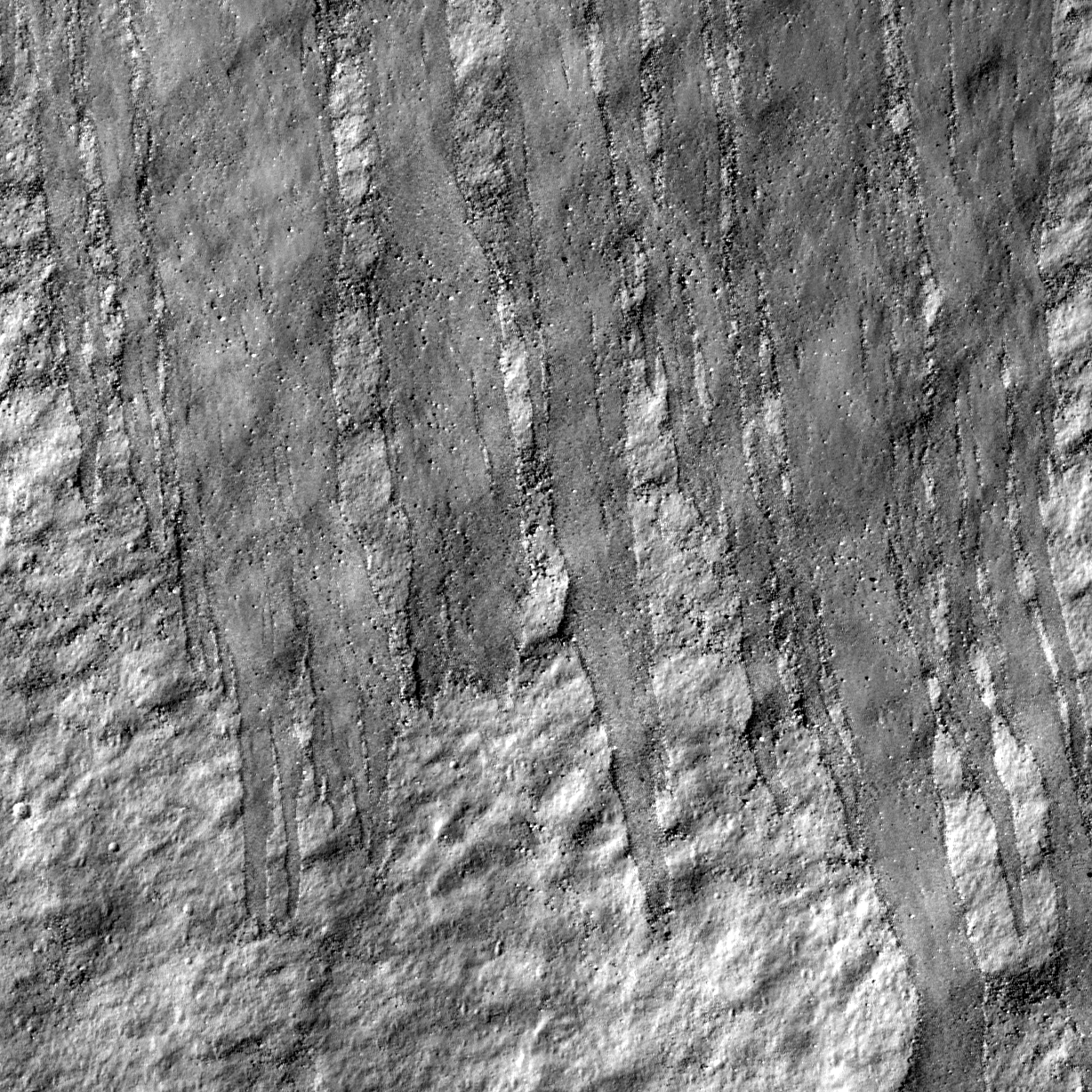
Detall de Robinson. Fotografia de la missió LRO.

Robinson és un petit cràter d'impacte lunar que es troba al sud-oest de la plana emmurallada de grans parets del cràter J. Herschel. Es troba en el terreny continental al nord de la Mare Frigoris, en la part nord-oest de la cara visible de la Lluna. Al sud-oest apareix una altra plana emmurallada, la del cràter South.

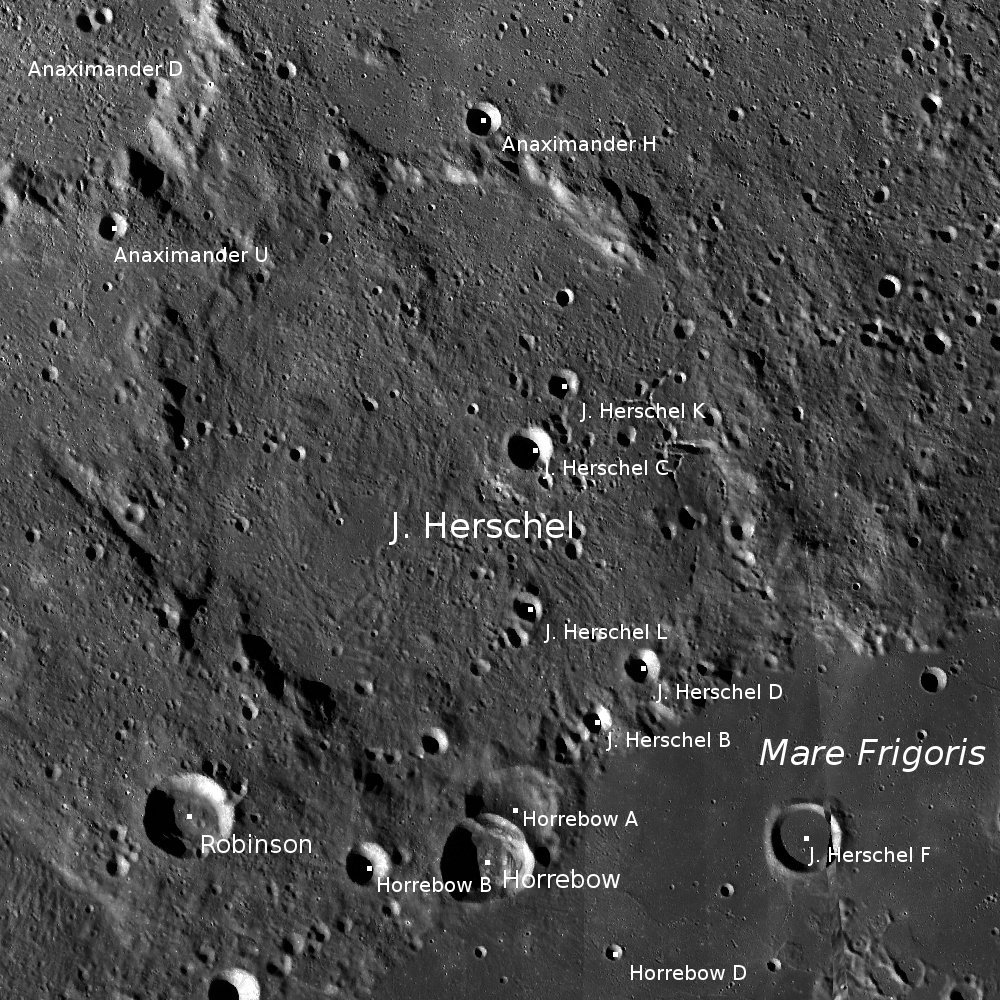
Entorn de Robinson (cantonada inferior esquerra de la fotografia)

Aquesta formació només ha estat lleugerament desgastada per altres impactes, i conserva una vora exterior afilada i trets topogràfics ben definits. El material solt de les parets internes s'ha desplomat i acumulat en el fons al voltant del sòl interior, particularment en la meitat occidental. El brocal té una forma aproximadament circular, però presenta petites irregularitats en forma de lleugeres protuberàncies exteriors en el perímetre.